# L-Fukulozna kinaza
L-fukulokinaza (EC 2.7.1.51) je enzim koji katalizuje hemijsku reakciju
ATP + -fukuloza {\displaystyle \rightleftharpoons } ADP + L-fukuloza-1-fosfat
Supstrati ovog enzima su ATP i -fukuloza, a proizvodi su ADP u -fukuloza-1-fosfat.
Oznaka gena koji kodira L-fukulokinazu je fucK.

## Literatura
- Nicholas C. Price; Lewis Stevens (1999). Fundamentals of Enzymology: The Cell and Molecular Biology of Catalytic Proteins (Third изд.). USA: Oxford University Press. ISBN 019850229X.
- Eric J. Toone (2006). Advances in Enzymology and Related Areas of Molecular Biology, Protein Evolution (Volume 75 изд.). Wiley-Interscience. ISBN 0471205036.
- Branden C; Tooze J. Introduction to Protein Structure. New York, NY: Garland Publishing. ISBN 0-8153-2305-0.
- Irwin H. Segel. Enzyme Kinetics: Behavior and Analysis of Rapid Equilibrium and Steady-State Enzyme Systems (Book 44 изд.). Wiley Classics Library. ISBN 0471303097.